# Chloé Herbiet
Chloé Herbiet (* 3. Dezember 1998 in Aye) ist eine belgische Leichtathletin, die sich auf den Langstreckenlauf spezialisiert hat.

## Sportliche Laufbahn
Erste internationale Erfahrungen sammelte Chloé Herbiet bei den Crosslauf-Europameisterschaften 2023 in Brüssel, bei denen sie nach 35:34 min den neunten Platz im Einzelrennen belegte und sich in der Teamwertung die Bronzemedaille hinter den Teams aus dem Vereinigten Königreich und Spanien sicherte. Im Jahr darauf wurde sie bei den Europameisterschaften in Rom in 32:17,88 min Zehnte im 10.000-Meter-Lauf. Anschließend musste sie ihr Rennen über die Marathondistanz bei den Olympischen Sommerspielen in Paris vorzeitig beenden. 2025 siegte sie in 1:10:04 h beim Cannes-Halbmarathon und siegte im April in 1:10:43 h bei den erstmals ausgetragenen Straßenlauf-Europameisterschaften in Löwen und sicherte sich dort auch in der Teamwertung die Goldmedaille.
2023 wurde Herbiet belgische Meisterin im Marathonlauf.

## Persönliche Bestleistungen
- 5000 Meter: 15:42,68 min, 12. Juli 2023 in Lüttich
- 10.000 Meter: 32:15,24 min, 18. Mai 2024 in Nijmegen
- 10-km-Straßenlauf: 31:12 min, 26. Juli 2025 in Berlin
- Halbmarathon: 1:10:04 h, 23. Februar 2025 in Cannes
- Marathon: 2:24:56 h, 18. Februar 2024 in Sevilla